# Omaguacua truncata
Omaguacua truncata är en fjärilsart som beskrevs av Frederick H. Rindge 1973. Omaguacua truncata ingår i släktet Omaguacua och familjen mätare. Inga underarter finns listade i Catalogue of Life.